# Paraje Montero de Zaragoza
Paraje Montero de Zaragoza es una localidad del estado mexicano de Guerrero. Es parte del municipio de Malinaltepec.

## Toponimia
El nombre «Zaragoza» rinde homenaje a Ignacio Zaragoza, militar partícipe de la Segunda intervención francesa en México en favor del bando republicano.

## Demografía
| Gráfica de evolución demográfica |
|                                  |

| Censo | Población |
| ----- | --------- |
| 1921  | 426       |
| 1930  | 550       |
| 1940  | 601       |
| 1950  | 795       |
| 1960  | 1 059     |
| 1970  | 903       |
| 1980  | 1 224     |
| 1990  | 889       |
| 2000  | 1 084     |
| 2010  | 1 146     |
| 2020  | 1 200     |